# 取って代わられた科学理論

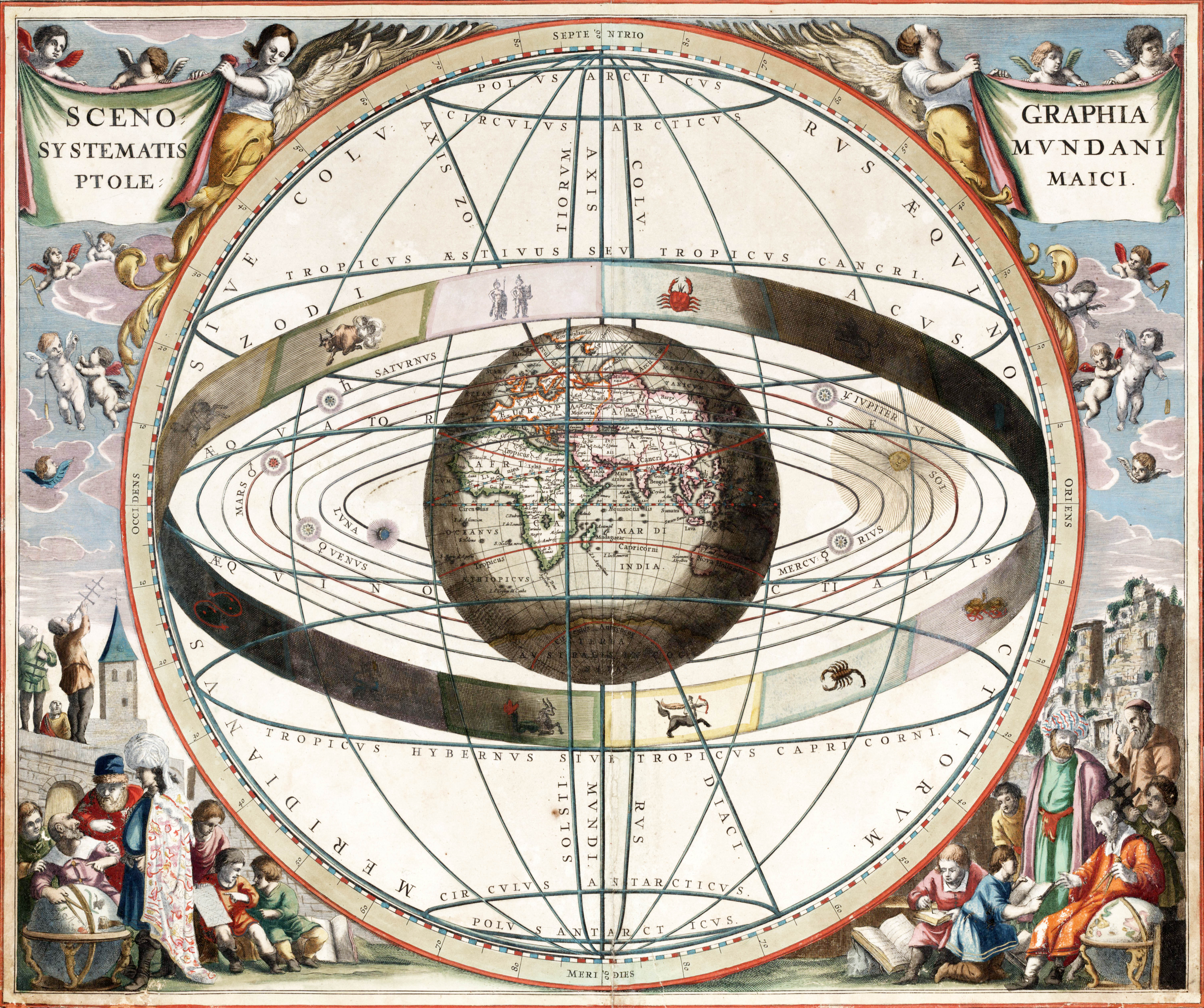
時代遅れの地球中心モデルは、 地球を宇宙の中心に据える。

科学において、科学的コンセンサスが1度広く受け入れられると、ある理論は取って代わられるか時代遅れになるが、現在の科学はこれを不適当、不完全もしくは単に現実の虚偽の説明であると考える。このようなラベリングは科学界でこれまで広い支持を得たことのないプロトサイエンス、もしくは境界科学の理論はカバーしていない。さらに、取って代わられたもしくは時代遅れの理論は科学界により1度も広く受け入れられていない理論は取り除かれる。ルイセンコ主義のような特定の政治的権威の下でのみ支持されていた理論の中には時代遅れもしくは取って代わられた理論と説明されるものもあるかもしれない。
ニュートン物理学のすべてはほとんどの目的に対して非常に満足のいくものであり、光速が意味を持つ部分の速度を除き広く使われており、学校では通常、相対論的力学ではなく単純なニュートン力学が教えられる。もう1つのケースは地球がほぼ平らであるという信条である。何世紀にわたり人々は平らな地球モデルが長距離を計算する際に誤差が生まれることを知っていた。しかし、地図作成や測量の目的で局所的なエリアを平らと考えることで、重大な誤差を生じることはない。
場合によっては理論やアイデアに根拠がないことがわかり、単に破棄されることがある。例えば、フロギストン説は全く異なるエネルギーの概念や関連の法則により完全に置き換えられた。他の場合には既存の理論が、その理論の重要な要素を保持する新たな理論により置き換えられる。このような場合、古い理論は多くの目的に対して依然として有用であることが多く、完全な理論よりも理解が容易であり、計算が単純である。この例としてはニュートン物理学の使用がある。これは現在受け入れられている相対論的物理学とは、光の速度よりもはるかに低い速度では無視できるほど小さいという点で異なる。

## 取って代わられた理論
科学理論は検証可能であり、反証可能な予言をする。よって、ある分野で取って代わられた理論のリストが増えているのは良い科学の証であり、逆に取って代わられた理論が少ないことは科学的方法の使用に問題があることを示している。

### 生物学
- 自然発生説 – 無生物から複雑な生命体の自然発生に関する原理。この過程は単意な発生もしくは親からの発生とは区別されるようにありふれた日常的な出来事であると考えられていた。ルイ・パスツールにより実験により誤りを立証された。この実験では明らかに自然発生的な微生物の発生が起こった。フィルター処理されていない空気に接させずにこの過程を繰り返しても微生物の発生は起こらなかった。その後装置を大気に開放すると、細菌の増殖が始まった。
- 生物変移説, 用不用説, 獲得形質の遺伝 – 進化の最初の理論である。実験では支持されず、ダーウィンの進化論とメンデルの遺伝学により時代遅れとなったが、ラマルクの進化論のいくつかの要素はエピジェネティクスの分野に戻ってきている。
- 生気論 – 適切な物質の集合によってではなく、生物は物質から独立した何らかの「活力」のために生きているという理論。これは有機化学、生化学、分子生物学などの「活力」を発見することに失敗した分野の向上により徐々に信用を失っていった。フリードリヒ・ヴェーラーによるシアン酸アンモニウムからの尿素合成は、長い道のりの一歩に過ぎず大きな反論にはならなかった。

- 胎内感応（英語版） – 母の考えが先天性欠損症を引き起こしたという理論。実験的な裏付けはなく（理論というより概念）、遺伝学により時代遅れとなった（成人病の胎児起源、ゲノム刷り込みも参照）
- 前成説 – すべての有機体は生命の始まり以来存在しており、その配偶子は小さいが完全に形づくられた個体（ヒトの場合はホムンクルス）を含むという理論。顕微鏡が使えるようになっても裏付けはなかった。細胞学、DNAの発見、原子論により時代遅れとなった。
- 反復説 – 「個体発生は系統発生を繰り返す」という理論。Baer's laws of embryology参照
- テレゴニー – 子供は実際の両親だけではなく母が以前に交わった男性からも形質を遺伝するという理論。しばしば人種主義と関連付けられる。
- ヒトの起源に関するOut of Asia理論 – 大多数の見解は現代のヒトはアフリカ起源とするものであるが、複数の地域起源とする仮説も多くの支持がある（アジアを起源とする過去の証拠も含んでいる）
- 科学的人種差別（英語版） - 人類は物理的に不連続で優れた・劣った人種からなるという理論。ヒトの進化遺伝学と現代人類学により時代遅れと考えられるようになった[2]。

- メンデル遺伝学, 古典遺伝学, ボヴェリ-サットンの染色体理論 – 最初の遺伝理論。それ自体は無効になっていないが、分子遺伝学に包含されている。
- 生殖細胞系列論（英語版）は、各抗体が別々の生殖細胞系遺伝子にコードされていると提案することにより免疫グロブリンの多様性を説明した[3][4]。

### 化学
- カロリック説 – 「カロリック」と呼ばれる自己反発流体が熱の実体であるという理論。熱の力学的理論により時代遅れとなった。
- 古典元素 – かつて全ての物質は、古典的な要素（最も有名なものでは空気、土、火、水）の様々な組み合わせからなると考えられていた。アントワーヌ・ラヴォアジエは1789年に発表した化学元素の最初の現代的リストを含むElements of Chemistryでこれに反論した。
- フロギストン説 – 可燃物は燃焼中に空気に出ていく「フロギストン」と呼ばれる物質を含んでいるという理論。ラヴォアジエの酸化に関する研究により置き換えられた。
- ドルトンの原子論のポイント2は同位体の発見により時代遅れとなり、ポイント3は亜原子粒子と核反応の発見により時代遅れとなった。
- 生気論 – 生物学の節参照

### 物理学
- 視覚の放出理論（英語版） – 視覚は目から出ている光線により引き起こされるという信念は、イントロミッションのアプローチとより複雑な視覚理論により置き換えられた。
- アリストテレス物理学（英語版） –ニュートン物理学により取って代わられた。
- プトレマイオスの屈折法則 - スネルの法則に取って代わられた
- エーテル – 十分に感度の高いマイケルソン・モーリーの実験により検出することができず、アインシュタインの研究により時代遅れになった。
- カロリック説 – ラヴォアジエによりフロギストンの後に出たもの。ランフォードやジュールの業績により信じられなくなった。
- Contact tension – 電気の源に関する理論
- 活力(en:Vis viva) – ゴットフリート・ライプニッツによるエネルギー保存則の初等および限定的初期の定式化
- 電圧差発生の「純粋に静電的」な理論
- Emitter理論（英語版） – 現在では時代遅れの光伝播理論
- 自然の均衡（英語版） – カタストロフィー理論やカオス理論により取って代わられた
- 原子論の進展
  - 原理論の創始者であるデモクリトスは、全てのものが不滅の原子で構成されていると考えた。原子が不滅であるという彼の主張は、後に科学者たちが粒子を含む原子の概念を同定し、また、不滅でないことが示されたからではない。デモクリトスの理論は、数種類の原子が水や鉄のような純粋な物質を説明するという立場と、科学は不滅の一次粒子ではなく分子と同一であるという特徴ゆえ取って代わられている。また、デモクリトスは原子の間に原子とは異なる性質の空の場所があり、原子が動くことを許容しているという考えを持っていた。この空間と物質に関する見解はアインシュタインが時空は相対的であり物質と結びついていると表現するまで続いた。
  - ジョン・ドルトンの原子モデルは、原子は不可分で不滅であり（核物理学に取って代わられる）、与えられた元素の全ての原子は質量が同じ質量である（原子同位体の発見に取って代わられる）とする[5]。
  - 原子のブドウパンモデル—陽子と電子が単一の質量で一緒に混合されたと仮定する。
  - ラザフォードモデルは、原子は電子が周回する入り込めない核を持つとした。
  - ボーアモデルは量子化した軌道を持つ。
  - 1925年の量子力学の発展に続く電子雲モデルと水素原子に対する量子力学的解から導き出された最終的な原子軌道モデル
- ニュートン物理学含む古典物理学の全ては、相対論的物理学と量子物理学に取って代わられた。しかし、古典物理学は後者2つの理論の限定的な場合であり、しばしば非常に良い近似である。

### 天文学・宇宙論
- プトレマイオス体系（天動説） – ニコラウス・コペルニクスの太陽中心説に置き換えられた。
- 地球中心宇宙 – コペルニクスにより時代遅れとなった。
- 太陽中心宇宙 – 天の川の構造の発見とほとんどの銀河の赤方偏移により時代遅れとなった。太陽の中心は太陽系の質量重心ではないので、太陽中心主義は選ばれた太陽系にのみ適用され、近似的にのみ適用される。
- コペルニクス体系（英語版） – ヨハネス・ケプラーやアイザック・ニュートンにより時代遅れとされた。
- ニュートンの重力 – 一般相対性理論により置き換えられたが、代表的な速度が真空中の光の速度(c)に近づかない限り、良い近似である。水星の変則的な近日点歳差運動は、ニュートンの重力が完全に正確ではないという最初の観測的証拠であった。
- エーテル理論
- ヘルマン・ボンディ、トーマス・ゴールド、フレッド・ホイルが発展させた定常宇宙論は膨張する宇宙は定常状態にあり、始まりはないとした。ビッグバンを支持し定常状態の誤りを立証する証拠が見つかるまで、ビッグバンモデルの競合相手であった[要出典]。
- かつて存在すると考えられていたが、存在しない多くの惑星や他の物体がある – 仮説上の天体参照

### 地理学や気候
- 地球平面説。地球の半径よりもはるかに小さい長さのスケールでは、平面地図投影法は実際の距離と大きさに非常に正確で実用的な近似値となるが、平面からの逸脱は距離が大きくなるにつれて大きくなっていく。
- テラ・アウストラリス
- 地球空洞説
- 北極点を取り囲むと考えられていた氷のない海Open Polar Sea
- Rain follows the plow – 人間の居住により乾燥地域の降雨量が増加するという理論（作物の畑が不毛の荒れ地以上に蒸発散する限りにおいてのみ真）
- カリフォルニア島 – カリフォルニアは北アメリカ本土の一部ではなく、大きな島であるという説
- オーストラリアの内海[6][7]
- 近代以前の環境決定論（要素賦存、状態形成、地球温暖化の社会的影響の理論などの現代理論とは対照的に道徳的行動の説明として）
  - 気候決定論
  - 地形決定論
  - 道徳的地理
  - 文化順化
- 常に丘と山から作られているため、排水が分かれる。

### 地質学
- 石油の非生物起源説（英語版）
- 天変地異説は主に斉一説とネオ天変地異説（英語版）に取って代わられた。
- 潜爆発クレーター（英語版）は現在ではインパクトクレーターと通常の火山活動のため棄却されている。
- 洪水地質学（英語版）は、現代の地質学と層序学に置き換わった。
- 水成論は火成論と火山活動に置き換わった。
- 花崗岩化作用 - 花崗岩のマグマ起源に代わる信用のない考え
- Monoglaciation
- 退氷（英語版）期における地表の上昇と沈下の振動理論
- 次のものはプレートテクトニクスに取って代わられたものである。
  - Elevation crater theory
  - 地球膨張説（沈み込みにより否定）
  - 地球収縮説（英語版）
  - 地向斜理論
  - ハーマンの振動理論（英語版）
  - レムリア含む数多の失われた大陸

### 心理学
- 幼少期の言語獲得についての純粋行動主義者の説明。言語に対する認知的適応の研究により反証された[8]。
- 精神運動パターニング（英語版） - 知的障害、脳損傷、その他の認知疾患の治療に対する疑似科学的アプローチ[9]。

### 医学
- 四体液説
  - Heroic medicine – 病気の原因としての体液不均衡の信念から派生した治療法
- 病気の瘴気論 – 病気が「悪い空気」により引き起こされるという理論。実験的な支持はなく、病原菌の理論により時代遅れになった。
- 骨相学 – 19世紀の医学で人気があった高度に局所化された脳機能の理論。
- ホメオパシー – 病気を引き起こした物質を極微量服用することでその病気を治癒することができるという理論
- 折衷医学 – 代替医療に形を変え、もはや科学理論とはみなされていない。
- 骨相学に関連する人相占いは、内の性格は身体的外観と強く相関しているという考え。
- 歯の虫 - う蝕、歯周病、歯痛の原因についての誤った理論
- 脚気 - 伝染病説、中毒説はビタミンB1の欠乏が原因であると判明してから否定された。

## 研究の時代遅れの枝
- 錬金術。化学の発展につながった。
- 占星術。天文学の発展につながった。
- 骨相学。疑似科学
- 数秘術。疑似科学

## 現在では不完全と見なされている理論
ここではもはや現実を最も完全に表現するものではないと考えられているが、特定の分野や特定の条件下では有用なままである理論を紹介する。いくつかの理論では、より完全なモデルが既知であるが、実際に使う場合より粗い近似の方が少ない計算で良い計算をもたらす。
- 原子核は高エネルギーで崩壊する。
- ニュートン力学は相対性理論と量子力学により拡張された。ニュートン力学に対する相対論的補正は光速に近づかない速度では測り知れないほど小さく[10]、量子補正は原子スケール以上では通常無視できる[11]。ニュートン力学はほとんどの状況下の工学・物理学において完全に満足いくものである。
- 古典電磁気学は、非常に小さいスケールと低い電場強度の場合を除いて、量子電磁気学の非常に良い近似である。
- 原子のボーアモデルは、原子の量子力学モデルにより拡張された。
- 物体にかかる流体の力に対するニュートンの空気抵抗正弦二乗則として知られる式（実際にはニュートンにより定式化されたものではなく、ニュートンにより使われた計算方法を使用して他の者が定式化した）は不正確であることが分かっており、高速極超音速流以外では役に立たない[12]。
- かつて人気のあった地形輪廻は、現在地形変化の多くの可能性のうちの1つと考えられている[13]。
- 大陸ドリフトの理論はプレートテクトニクスに取り入れられ改良された。

### 一覧
- 疑われた物質一覧（英語版）
- 著名な実験の一覧
- 疑似科学とみなされるトピック一覧（英語版）